# NGC 1283
NGC 1283 est une galaxie elliptique située dans la constellation de Persée. NGC 1283 a été découverte par l'astronome français Guillaume Bigourdan en 1884.

## Caractéristiques
Sa vitesse par rapport au fond diffus cosmologique est de 6 561 ± 11 km/s, ce qui correspond à une distance de Hubble de 96,7 ± 6,8 Mpc (∼315 millions d'al).
NGC 1283 est une galaxie de l'amas de Persée (Abell 426).
À ce jour, cinq mesures non basées sur le décalage vers le rouge (redshift) donnent une distance de 94,380 ± 24,302 Mpc (∼308 millions d'al), ce qui est loin à l'extérieur des valeurs de la distance de Hubble.
Selon la base de données Simbad, NGC 1283 est une galaxie à noyau actif.